# سطاح (النادرة)

تعديل مصدري - تعديل

سطاح محلة تابعة لقرية بيت الصبل، التابعة لعزلة العارضة بمديرية النادرة إحدى مديريات محافظة إب في الجمهورية اليمنية، بلغ تعداد سكانها 72 حسب تعداد اليمن لعام 2004.